# Cymothoa recifea
Cymothoa recifea là một loài chân đều trong họ Cymothoidae. Loài này được Thatcher & Fonseca miêu tả khoa học năm 2005.